# De Buitenlandse Bruid
De Buitenlandse Bruid was in 2006 een Nederlands televisieprogramma op Talpa.
In dit programma werden enkele vrijgezelle Nederlandse mannen gevolgd op zoek naar hun grote liefde in het buitenland. Vooraf zijn de vrouwen uit Rusland, Oekraïne, de Filipijnen en Honduras geselecteerd uit een catalogus, via internet of een dvd met contactadvertenties. De mannen worden gevolgd tijdens hun reis naar het land en de afspraken met de verschillende vrouwen die ze hebben. Naast deze zoektocht zijn er ook verhalen van geslaagde koppels te zien.